# Ramsöudden
Ramsöudden (finska: Ramsinniemi) är en udde i Finland.   Den ligger i den ekonomiska regionen  Helsingfors  och landskapet Nyland, i den södra delen av landet, 9 km öster om huvudstaden Helsingfors.
Terrängen inåt land är platt. Havet är nära Ramsöudden åt sydost.  Närmaste större samhälle är Helsingfors, 9,4 km väster om Ramsöudden. 

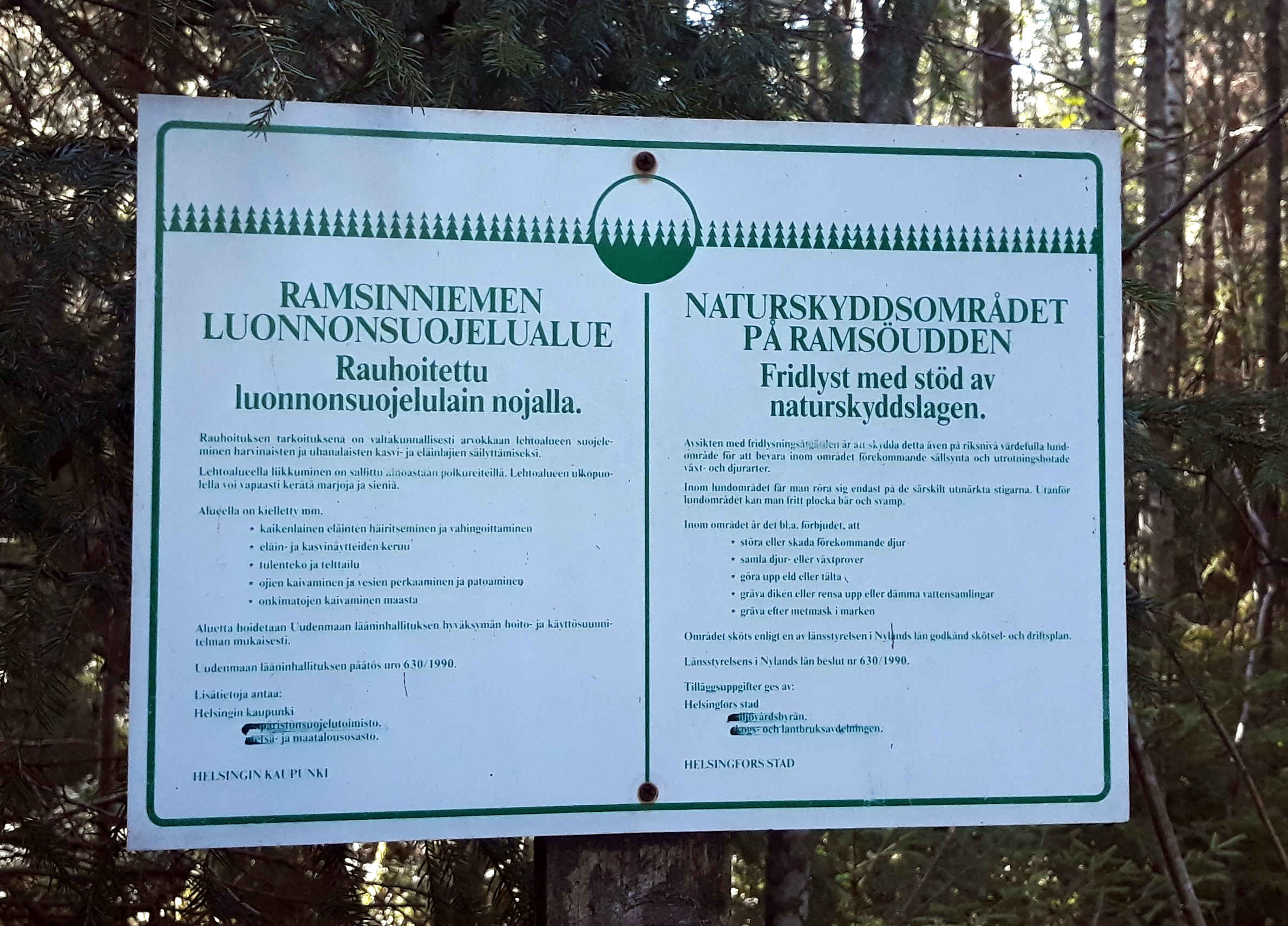
Naturskyddsområdet på Ramsöudden